# Music, when soft voices die (Bridge)
Music, when soft voices die is de titel van een drietal composities van Frank Bridge. Het zijn alle drie toonzettingen van het gedicht van Percy Bysshe Shelley. De eerste versie die Bridge componeerde was voor zangstem en piano. Hij voltooide dat werkje in 1903. In 1904 gaf hij een nieuwe versie uit. Toen was het een versie voor gemengd koor a capella. In 1908 kwam zijn derde versie, deze is geschreven voor zangstem, piano en altviool en verscheen als derde lied in Drie werken voor zangstem, piano en altviool obbligato (H.76). De altviool was Bridges "eigen" instrument, het is daarom eigenaardig dat hij die partij eerst voor een cello schreef.

## Tekst
Music, when soft voices die,

Vibrates in the memory, 

Odours, when sweet violets sicken, 

Live within the sense they quicken. 

Rose leaves, when the rose is dead, 

Are heaped for the beloved's bed; 

And so thy thoughts, when thou art gone, 

Love itself shall slumber on. 

## Discografie
- Uitgave EMI Group: The King’s Singers; versie voor koor a capella
- Uitgave Dutton Vocalion: London Bridge Ensemble met Ivan Ludlow bariton
- Uitgave Sonimage: Karina Lucas (sopraan), Rebecca Jones (altviool), Simon Lane (piano)
- Uitgave Avi Music: Stella Doufexis (mezzosopraan), Pauline Sachse (altviool), Daniel Heide (piano)